# Gewinnbeteiligung
Gewinnbeteiligung ist eine Form des Arbeitsentgelts. An Stelle oder zusätzlich zu einem Festgehalt erhält ein Arbeitnehmer einen Anteil am Jahresüberschuss des Unternehmens.

## Geschichte
Es lassen sich verschiedene Ursachen und Ziele für Gewinnbeteiligungsmodelle unterscheiden:
Die älteste bekannt gewordene derartige Entlohnung in Deutschland wurde 1847 von dem Mecklenburgischen Gutsbesitzer, Agrarwissenschaftler und Sozialreformer Johann Heinrich von Thünen eingeführt. Sie blieb über fast 50 Jahre erfolgreich. Ihre Einführung verbindet moderne ökonomische Studien v. Thünens mit überkommener patriarchalischerer Verantwortung für die Entwicklung geeigneter Wohlfahrtseinrichtungen in der „Gutsfamilie“.
Die Gewinnbeteiligung als Anreiz zu effektiver und qualitativ hochwertiger Arbeit und zur Bindung der Belegschaft an das Unternehmen spiegelt das Beteiligungsmodell des Berliner Unternehmers Otto Lilienthal wider. Er führte im März 1890 eine 25-prozentige Gewinnbeteiligung für alle Beschäftigten ein.
Im beginnenden 20. Jh. wurde die Gewinnbeteiligung hauptsächlich als wirksames Mittel zur Erhaltung bezw.  Wiederherstellung des socialen Friedens zwischen Arbeitgebern und Arbeitnehmern und zur Verbesserung der wirtschaftlichen Lage der letzteren beschrieben. Henri Fayol schreibt in seinem Werk "Allgemeine und industrielle Verwaltung" (1929), dass das Prinzip der Gewinnbeteiligung ein denkbarer Ansatz zur Versöhnung des Konfliktes zwischen Arbeit und Kapital sei, räumt aber ein, dass bis dato keine ideal praktische Umsetzung vorläge. Weiter stellt er fest, dass das Prinzip nicht auf Unternehmungen angewendet werden kann, die nicht den Erwerbszweck verfolgen (Staat, gemeinnützige oder wissenschaftliche Gesellschaften) oder auf Unternehmungen, die mit Verlust arbeiten.
Weitere bekannte Unternehmen mit Gewinnbeteiligung sind die Carl-Zeiss-Stiftung oder die Telegraphen-Bauanstalt von Siemens & Halske. Der Berliner Holzfabrikant Heinrich Freese hat die Einführung in seinem Unternehmen später ausführlich in mehreren Publikationen beschrieben.
Als Anreizsystem steht die Gewinnbeteiligung eher freiwirtschaftlichen Strukturen nahe und wurde mit der Einführung einer Sozialgesetzgebung und der Gewerkschaften als Tarifpartner durch andere Anreizsysteme ersetzt.

## Heutige Bedeutung
Gewinnbeteiligungsmodelle haben heute nur geringe Bedeutung gegenüber Leistungslohn-, Zielprämien- und anderen Anreizsystemen. Diese Mitarbeiter-Erfolgsbeteiligungen stehen nicht in einem festen Verhältnis zum Gewinn des Gesamtunternehmens oder gelten nur für einen ausgesuchten Mitarbeiterkreis (Boni, Tantiemen) und bieten dem Unternehmer einen größeren Gestaltungsspielraum. Verbreitet sind auch Unternehmensbeteiligungen in Form von Mitarbeiter-Kapitalbeteiligungen, z. B. Belegschaftsaktien oder Genussrechten.
Eine „echte“ Gewinnbeteiligung liegt dann vor, wenn Gehaltsanteile (unabhängig von der individuellen Leistung) vom Gewinn des Unternehmens abhängen. Bei einer Festlohnvereinbarung tragen die Unternehmen das wirtschaftliche Risiko, bei einer Gewinnbeteiligung geht ein Teil dieses Risikos auf den Arbeitnehmer über. Ist der Arbeitnehmer risikoavers und ökonomisch nicht in der Lage, das Risiko zu tragen, so wird er einen Festlohn vorziehen. Vor allem aber ist das Wissen über (mögliche) künftige Gewinne und der Einfluss auf diese ungleich verteilt. Während das Unternehmen über umfangreiches Wissen verfügt und auch die Entscheidungen über Produkte, Produktion und Marktstrategien trifft, verfügt der Mitarbeiter über dieses Wissen nicht im gleichen Umfang. Das Unternehmen wird daher dann eine hohe Gewinnbeteiligung vorschlagen, wenn es mit niedrigen Gewinnen rechnet, der Mitarbeiter wird aus dem Angebot einer Gewinnbeteiligung umgekehrt schließen, dass die Gewinnaussichten schlecht seien.

## Steuerliche Behandlung
Ist der Empfänger Arbeitnehmer des die Gewinnbeteiligung gewährenden Unternehmens, gehört die Gewinnbeteiligung zu den Einkünften aus nichtselbstständiger Arbeit und unterliegt dem Lohnsteuerabzug. Ist der Empfänger Unternehmer, gehört die Gewinnbeteiligung zu den Betriebseinnahmen, ist ggf. umsatzsteuerpflichtig und gehört zu den Einkünften aus Gewerbebetrieb oder den Einkünften aus selbständiger Arbeit.